# دلقامنوة (حديبو)

تعديل مصدري - تعديل

دلقامنوة إحدى قرى مديرية حديبو التابعة لمحافظة سقطرى، بلغ تعداد سكانها 77 نسمة حسب تعداد اليمن لعام 2004.